# Мазурин, Сергей Алексеевич
Серге́й Алексе́евич Мазу́рин (1802—10.09.1850) — русский купец, принадлежал к одной из самых значительных московских купеческих династий XIX века. Сын московского городского головы А.А.Мазурина. Потомственный почётный гражданин, купец первой гильдии. Заседатель от купечества в Московской палате гражданского суда.

## Биография
В 1843 году в сельце Реутово Московского уезда он возводит четырёхэтажный кирпичный корпус для текстильного производства и оснащает его английскими машинами и паровыми турбинами, строит общежитие для рабочих, конный двор, усадьбу. Фабрику С.Мазурин назвал в честь жены «Елизаветинская». К этому времени у него уже были ткацкие предприятия в Ивановском и Перово. Неоднократно на выставках, в том числе в Париже, отмечались изделия реутовских мастеров — так, в 1859 году на международной выставке продукция фабрики С.А.Мазурина получила 2 золотые и 5 серебряных медалей. 
С 1846 по 1849 годы являлся старшиной московского Биржевого комитета. Был крупным коллекционером картин европейских художников.
Жил с семьей в основном в Москве, где у них имелся большой старинный родительский дом.
Похоронен на Ваганьковском кладбище. Дело отца продолжили его сыновья — Митрофан, Алексей, Константин. В 1860 году фабрика была преобразована «Товарищество "Реутовской Мануфактуры"» с капиталом более 1 миллиона рублей.

#### Семья
Жена — Елизавета Владимировна Мазурина, урожд. Третьякова (1813–1848)
Дети и внуки:
- Владимир (1833—до 1850)
- Митрофан (1834—1880), предприниматель, потомственный почетный гражданин, коннозаводчик и спортсмен. 
  - Внуки: поэт, музыковед, врач Константин Митрофанович Мазурин, пианистка Надежда Митрофановна Мазурина (1861–1911), жена виолончелиста А.А.Брандукова.
- Анна (1835/6—?), в замуж. Алексеева.
- Николай (1841—1888), коллекционер, благотворитель[3].
- Константин (1844—1895)
- Алексей (1846—1920)
- Елизавета (1837—1860). С 1856 года — жена С.М.Третьякова. Их сын — Николай Сергеевич Третьяков (1857—1896).
- Софья (1840—1889). Жена предпринимателя, коллекционера, потомственного почетного гражданина Д.П.Боткина. 
  - Внуки: Сергей Дмитриевич Боткин (1869–1945), дипломат, деятель русской эмиграции, Петр Дмитриевич Боткин (1865–1931), предприниматель и общественный деятель, купец 1-й гильдии, Елизавета Дмитриевна Боткина (1859–?), в 1-м браке (с 1889) жена инженера Константина Густавовича Дункера (1859–1900), во 2-м — жена Николая Ивановича Щукина (1852–1910), одного из трех директоров правления Товарищества Даниловской мануфактуры, коллекционера[4]. Владелица особняка на Поварской улице, дом № 9 (Дом Е.Д.Дункер), для которого М.А.Врубель создал мозаичный триптих «Суд Париса», плафон с изображением цветов и панно «Венеция»[5].
- Варвара (1848—1892)[6][7]. Муж — Алексей Яковлевич Прохоров (1847–1888), совладелец Трехгорной мануфактуры.